# Château de Jodoigne-Souveraine
Le château de Jodoigne-Souveraine  est un château classé de la commune belge de Jodoigne dans la province du Brabant wallon. Le château a aussi été nommé château de Glimes ou Cense de l'hôtel.
Le château est classé depuis 2022 sur la liste du patrimoine exceptionnel de la Région wallonne.

## Localisation
Le château et son domaine se situent au no 165 de la chaussée de Charleroi à Jodoigne-Souveraine.

## Histoire
Le château est réalisé en 1764 pour Antoine de Glimes[source insuffisante].

## Description
Cet ensemble homogène est constitué d'une ferme intégrant un gros logis seigneurial, dont les longues ailes se déploient en U autour d'une cour gazonnée